# Amaturá
Amaturá är en kommun i Brasilien.   Den ligger i delstaten Amazonas, i den nordvästra delen av landet, 2 600 km nordväst om huvudstaden Brasília. Antalet invånare är 9 657.
I omgivningarna runt Amaturá växer i huvudsak städsegrön lövskog. Trakten runt Amaturá är nära nog obefolkad, med mindre än två invånare per kvadratkilometer.